# Zacate Limón
Zacate Limón är en ort i Mexiko.   Den ligger i kommunen Espinal och delstaten Veracruz, i den sydöstra delen av landet, 190 km nordost om huvudstaden Mexico City. Zacate Limón ligger 100 meter över havet och antalet invånare är 686.
Terrängen runt Zacate Limón är platt åt nordost, men åt sydväst är den kuperad. Runt Zacate Limón är det ganska tätbefolkat, med 72 invånare per kvadratkilometer. Närmaste större samhälle är Coxquihui, 7,9 km sydväst om Zacate Limón. Omgivningarna runt Zacate Limón är en mosaik av jordbruksmark och naturlig växtlighet.